# Ulotrichopus nigricana
Ulotrichopus nigricana là một loài bướm đêm trong họ Erebidae.